# Суртсей
Суртсей (ісл. Surtsey, де ey озн. острів) — вулканічний острів за 33 км на південь від південного узбережжя Ісландії і є частиною Вестманових островів. Суртсей — найпівденніша точка Ісландії. Він утворився під час вулканічного вибуху, що розпочався на глибині 130 метрів від рівня океану і сягнув поверхні 14 листопада 1963 року. Виверження напевно розпочалося на декілька днів раніше і тривало до 5 червня 1967 року, коли острів досягнув свого максимального розміру 2,7 км². Відтоді ерозія від вітру та хвиль привела до поступового зменшення розмірів острова. 2007 року площа острова становила 1,4 км².
Острів складається з декількох окремих конусів, один є складеним, а інший — щитовим вулканом, і сьогодні займає територію 2,6 км², 150 м заввишки. Лише 10% вулканічного попелу і лави, з яких утворився острів є над рівнем моря, решта лави є під хвилями, утворена коли Суртсей був все ще підводним.
Вулкани острова вважаються згаслими, і на них не було жодної активності з 1967 року. Острів є сьогодні природним заповідником і подорожі на нього дозволяються лише з метою наукових досліджень, зі спеціальним дозволом.
Новий острів був названий іменем одного з велетнів — йотуна Сурта з ісландської міфології. Під час формації острів інтенсивно досліджувався вулканологами і з часу закінчення виверження, Суртсей викликав великий інтерес ботаніків і біологів, бо життя почало поступово колонізувати первинно голий острів.

## Вибух
14 листопада 1963 о 07:15 ранку, кухар трейлера "Іслейвур ІІ", що пропливав неподалік від Вестманових островів на півдні Ісландії, зауважив, що на південний захід від корабля підіймаються колони темного диму. Судно попливло дослідити дим. Капітан думав, що це палаючий корабель, але замість того вони виявили вибухові виверження, з яких виходили чорні колони попелу, що вказувало на вулканічний вибух, який розпочався під морем.

## Поява життя

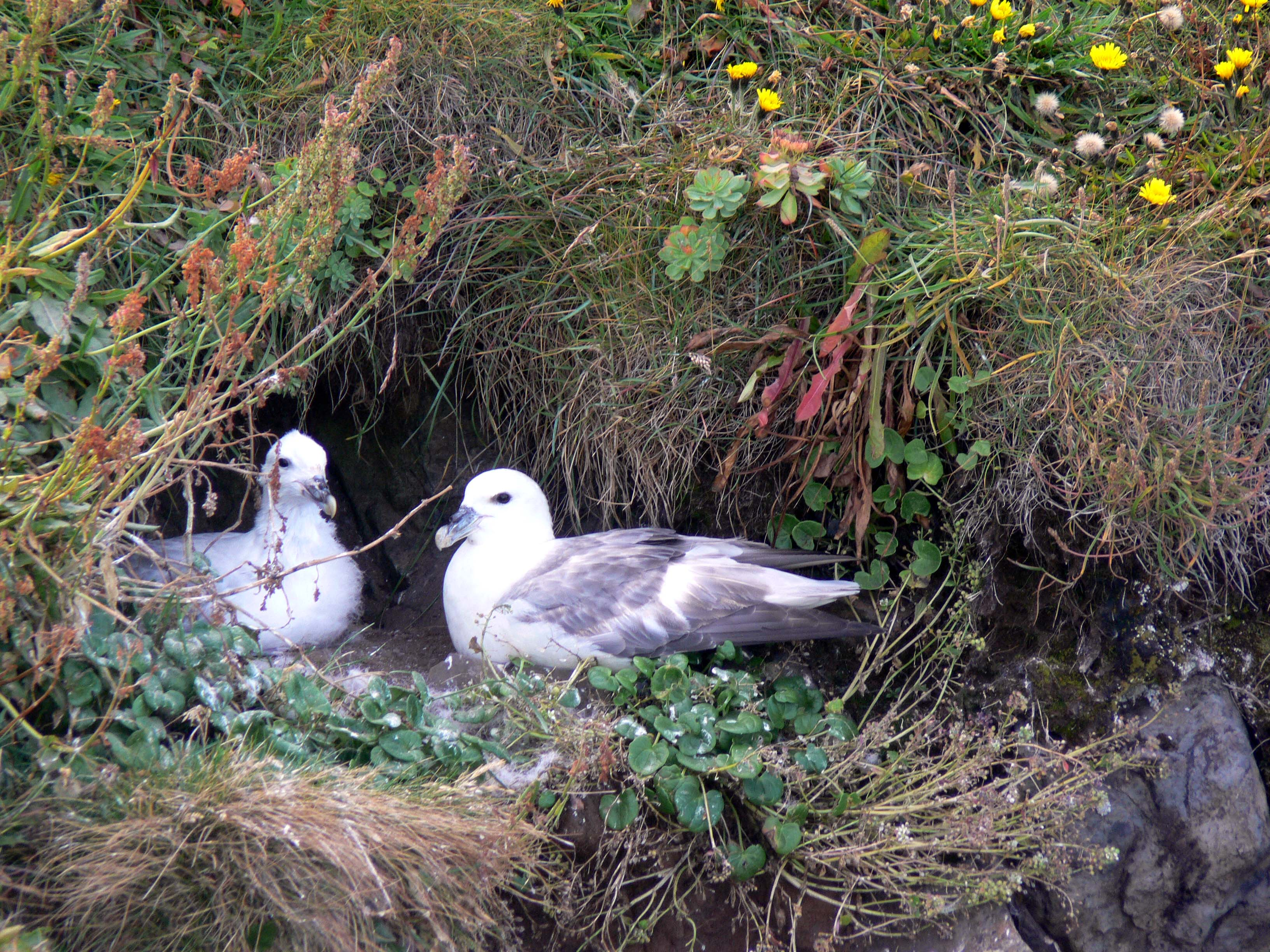
Птахи на острові.

Острів складався лише з вулканічної пемзи, однак привернув увагу вчених усього світу, тому що на його прикладі можна було вести спостереження за появою життя на острові. Доступ на острів «для чистоти експерименту» був обмежений.
Вчені визначили, що бактерії та інші мікроорганізми оселилися на острові вже в перші години народження острова.
Рослини також поступово стали з'являтися на острові. Спочатку це були мохи та лишайники, які опинилися на острові вже в 1965 році. У середині 1980-х на острові налічувалося вже понад 20 видів, а в 1998 році з'явилися перші кущі.
Суртсей лежить на шляху перельотів багатьох видів птахів. Птахи, як перелітні, так і ті, що живуть на Вестманнових островах, приземляються, удобрюючи безплідний ґрунт острова своїм послідом, в якому крім органічних і мінеральних речовин знаходяться неперетравлені насіння рослин, що сприяє поширенню нових видів.
Першими на острові були помічені буревісник і гагарки. 1986 року виявилася колонія чайок, які мали гнізда на острові. Крім того, острів відвідується такими птахами, як лебеді, дикі гуси та ворони. У XXI столітті виявлені гніздів'я тупиків.
На Суртсеї також виявлені й інші форми життя: черви, павуки, жуки, мухи, кліщі та інші.
Морське життя біля острова характерне для цього району і багате рибою і планктоном.

## Ерозія
Ерозія острова — одна з головних проблем Суртсея і навколишніх острівців. За 40 років існування площа острова зменшилася майже вдвічі, однак, з середини 1980-х, темпи ерозії різко сповільнилися. За прогнозами фахівців, острів через кілька років перестане зменшуватися в розмірах.

## Клімат
Клімат острова схожий на клімат Вестманнаейара і південного узбережжя Ісландії. Океан біля острова не замерзає, плавуча крига в цьому районі велика рідкість. Температура найхолоднішого періоду (січень-лютий) перевищує нульову відмітку (1 — 1,5 °C), найтеплішого (липень-серпень) — +10,5 °C. Дощі йдуть часто протягом всього року, взимку іноді випадає сніг, який швидко тане. Річна кількість опадів становить близько 1600 міліметрів.

## Галерея

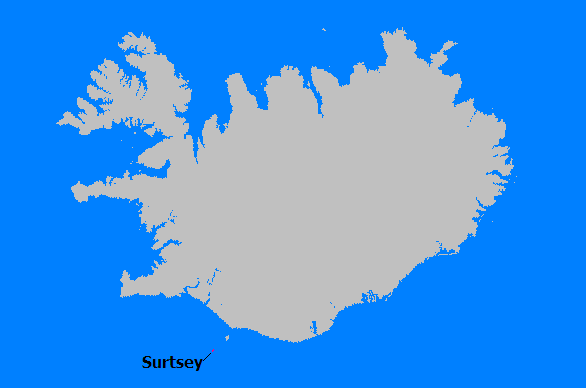
Розташування Суртсея
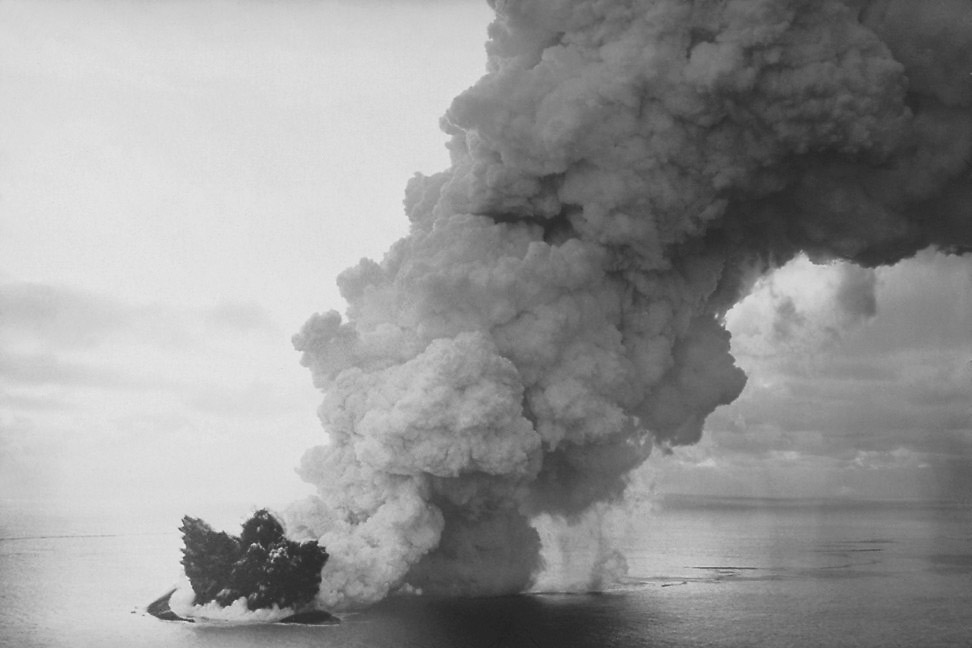
Виверження та утворення острова
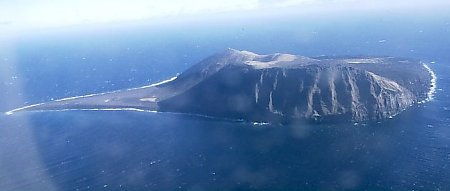
Суртсей з літака
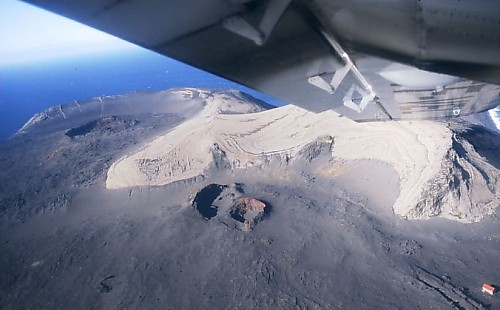
Кратери Суртсея